# Kościół Niepokalanego Serca Najświętszej Maryi Panny w Trzebielinie
Kościół Niepokalanego Serca Najświętszej Maryi Panny – rzymskokatolicki kościół parafialny należący do parafii pod tym samym wezwaniem (dekanat Miastko, diecezji koszalińsko-kołobrzeskiej, metropolii szczecińsko-kamieńskiej).

## Historia
Jest to świątynia wzniesiona w latach 1688-1691 i ufundowana przez ówczesnych właścicieli ziemskich Trzebielina Joachima i Ewę Elżbietę Goltzów oraz ich syna Kacpra. Wieża została zbudowana w połowie XVIII wieku. Kościół został gruntownie odrestaurowany w 1888 roku. Kaplica od strony północnej została dostawiona w 1953 roku. W oknach prezbiterium są umieszczone witraże wykonane w 1888 roku. W 1996 roku zostały one poddane renowacji. Interesujące są także organy ozdobione herbem rodu Puttkamerów, wykonane w XIX wieku. W 1968 roku, przy kościele została utworzona parafia. Wcześniej, od 1952 roku działał tutaj wikariat samodzielny obsługiwany przez księży ze zgromadzenia werbistów.